# Delosperma hollandii
Delosperma hollandii är en isörtsväxtart som beskrevs av L. Bol.. Delosperma hollandii ingår i släktet Delosperma, och familjen isörtsväxter. Inga underarter finns listade i Catalogue of Life.